# O Dólar é uma Furada
"O Dólar é uma Furada" é o décimo primeiro episódio da primeira temporada da sitcom brasileira Sob Nova Direção, protagonizada por Heloísa Perissé e Ingrid Guimarães, e exibida pela Rede Globo no dia 04 de julho de 2004. Após o piloto de final de ano exibido no dia 28 de dezembro de 2003, a série foi escolhida pela Rede Globo para fazer parte de sua programação, sendo encomendados 35 episódios exibidos sempre nas noites de domingo, após o Fantástico.
O episódio "O Dólar é uma Furada" foi escrito pelas autores frequentes Adriana Chevalier, Aline Garbati e Tiza Lobo, e conta com as participações especiais de Evandro Mesquita, além de Adriana Bombom e Oswaldo Loureiro. No episódio, para atrair clientes gringos, Pit e Belinha compram uma máquina de chope e contratam um show com mulatas, mas depois de um contratempo com as dançarinas, os clientes vão embora sem pagar as contas, mas Franco e Moreno descobrem mil dólares no caixa, e ao caminho do banco para trocarem o dinheiro, Pit e Belinha se metem em grandes confusões.

## História
Exibido no dia 4 de julho de 2004, "O Dólar é uma Furada" inicia com Belinha (Heloísa Perissé) toda animada conversando com Pit (Ingrid Guimarães) que o bar está fazendo sucesso, visto que existe uma enorme quantidade de americanos no bar. O sucesso é devido a uma máquina de chope e a um show com mulatas contratados pela dupla, mas o show acaba sendo cancelado de última hora e quem tem que “quebrar um galho” no palco é Moreno (Luis Miranda), que se veste de mulher. Contudo, a farsa não dura muito. Assim que a peruca de Moreno cai acidentalmente, os turistas se revoltam e vão embora do bar sem pagar as contas. Ao contar as despesas, Franco (Luiz Carlos Tourinho) e Moreno descobrem mil dólares no caixa. Para confirmar que a nota é verdadeira, elas procuram Horácio (Otávio Muller), que confirma a veracidade da nota. Todos querem uma parte do dinheiro, e decidem ir junto com Belinha para trocar a nota, deixando Horácio tomando conta do bar.
A caminho do banco, eles pegam um táxi e Pit começa a flertar com o taxista, Arlindo (Evandro Mesquita). Belinha decide ir a uma agência de viagens trocar o dinheiro, mas a agente, que é uma conhecida de Belinha, desdenha da nota e diz que ela é falsa. Enquanto isso, Horácio, que tinha prometido não chegar perto da máquina de chope, encontra um problema, já que um cliente (Oswaldo Loureiro) chega no bar e pede uma bebida. Portanto, Horácio liga para Belinha para pedir autorização, e durante a confusão para sair do táxi e buscar o fusca de Pit no conserto, Belinha acidentalmente paga o taxista com a nota de mil dólares. Ao chegar na oficina para pegar o fusca, o mecânico menciona que troca dólares e eles se dão conta de que a nota está com o taxista. Ao procurar o taxista, ele conta que deu a nota para uma dançarina, porque pensou que ela era falsa. Então, Pit e Belinha se vestem de dançarinas para procurar a nota nas outras dançarinas, mas Arlindo avisa que ele deu a nota para Shirley (Adriana Bombom), que já não está mais na boate. Eles a encontram no ponto de ônibus com seu bebê, e se sensibilizam com a história dela e deixam a nota com a dançarina. Ao chegarem no bar, as duas não se dão conta de que o cliente que Horácio atendeu deixou um cheque no balcão.